# Alfred Richard
Alfred Richard, né le 7 août 1824 à Port-Louis (île Maurice) et mort le 8 mars 1880 dans cette même ville, est un peintre mauricien.

## Biographie
Alfred Richard naît dans une famille de la petite bourgeoisie franco-mauricienne. Il est l'élève de Rémy Ollier et exerce comme paysagiste et portraitiste; mais il n'a pas les moyens suffisants pour entreprendre un voyage en Europe pour se perfectionner, et exerce donc toute sa vie dans son île natale. Son talent en fait l'égal de Lisis Le Maire, d'Henri Le Sidaner ou de Sérendat de Belzim.
Son œuvre est abondante et diverse. Son album de dessins, Types mauriciens, paraît en 1840 chez Devaux & compagnie et donne naissance à de nombreuses lithographies. Des albums de ces lithographies rehaussées à l'aquarelle sont aujourd'hui particulièrement recherchés. Elles dépeignent avec finesse différents types populaires: descendants de Français (dits à Maurice franco-mauriciens), Indiens venus travailler comme engagés dans les plantations de canne à sucre, Chinois commerçants, Créoles (descendants de métis), etc. On remarque la femme du petit propriétaire, l'imam musulman, un marchand chinois, le laboureur indien, le vagabond, un négociant parsi, le barbier musulman, le petit propriétaire, le palefrenier persan. Il se marie le 20 décembre 1845 avec Charlotte Polymnie Ducasse qui donne naissance à une famille nombreuse. 
Alfred Richard est l'auteur de portraits de notabilités locales, comme celui du premier maire de Port-Louis, Louis Léchelle (1858), de Victor Esnouf, d'Adolphe Larcher ou du capitaine John Morgan (1879). Il laisse également nombre de paysages, dont les plus significatifs représentent les environs de la plaine de Savanne ou de Rivière Noire.
On lui doit une copie de la Pêche miraculeuse de Jouvenet, qu'il offrit en 1855 à la cathédrale de Port-Louis et de la Nativité à l'église Saint-François-Xavier.
Alfred Richard reçut la médaille de la Société royale des arts et des sciences de l'île Maurice en 1870 au cours de l'exposition organisée pour la venue du duc d'Édimbourg.
Alfred Richard exerçait également le métier de photographe et mit au point en 1865 un procédé  permettant d'agrandir et de colorier ses photographies.
On peut admirer des estampes d'Alfred Richard au musée Léon-Dierx de La Réunion et ses lithographies au musée naval de Mahébourg.